# Paraphiloscia elongata
Paraphiloscia elongata là một loài chân đều trong họ Philosciidae. Loài này được Vandel miêu tả khoa học năm 1970.